# Тейлор, Кент
Кент Тейлор (англ. Kent Taylor), имя при рождении Луис Уильям Вейсс (англ. Louis William Weiss; 11 мая 1907 года — 11 апреля 1987 года) — американский актёр театра, кино и телевидения 1930—1970-х годов.
Тейлор сыграл главные и значимые роли в нескольких десятках фильмов категории В, среди них «Обвиняющий перст» (1936), «Пятеро вернувшихся назад» (1939), «Выдающийся успех» (1942), «Игрок из Миссисипи» (1942), «Роджер Туи, гангстер» (1944), «Как по маслу» (1946) и «Багровый ключ» (1947). У него также были заметные роли в некоторых фильмах категории А, среди них «Весело мы катимся в ад» (1932), «Я не ангел» (1933), «Смерть берёт выходной» (1934), «Я возьму эту женщину» (1940), «Полчаса после полуночи» (1948), «Платёж по требованию» (1951), «Оттенок алого» (1956) и «Железный шериф» (1957).
Кроме того, Тейлор играл главную роль в телесериале «Бостонский Блэки» (1951—1953), которая стала, вероятно, его самой известной ролью, а также главную роль в сериале «Лихие всадники» (1958—1959).

## Ранние годы и начало карьеры
Кент Тейлор родился 11 мая 1906 года в городе Нашуа (штат Айова, США), в еврейской фермерской семье, его имя при рождении — Луис Уильям Вайсс. Когда ему было семь лет, семья переехала в Уотерлу (штат Айова). После окончания школы Тейлор перепробовал несколько работ, в том числе мыл витрины в магазине. Он также начал играть на саксофоне в небольшой танцевальной группе и принимать участие в любительских спектаклях. В течение двух лет Тейлор изучал инженерное дело, а в 1931 году вместе с семьёй переехал в Калифорнию.
В Лос-Анджелесе Тейлор стал работать в организованной отцом фирме по производству тентов и начал сниматься в массовке в кино. Вскоре студия «Paramount Pictures» проявила интерес к высокому, темноволосому молодому актёру, пригласив его на кинопробы.

## Карьера в кинематографе
В 1931 году студия Paramount Pictures подписала с Тейлором контракт. Дебютировав в мелодраме «Великолепная ложь» (1931), до конца года Тейлор появился ещё в пяти фильмах в эпизодических ролях без упоминания в титрах.
На следующий год Тейлор сыграл заметные роли второго плана в романтической комедии «Весело мы катимся в ад» (1932) с Фредериком Марчем и Сильвией Сидни, а также в мелодраме «Забытые заповеди» (1932), кроме этого, ещё в 13 фильмах он сыграл эпизодические роли без упоминания в титрах. В 1933 году у Тейлора было восемь картин, и лишь в двух из них его имя не стояло в списке актёров. Своим наиболее значимые роли в этом году Тейлор сыграл в музыкальной комедии с Кэри Грантом и Мэй Уэст «Я не ангел» (1933), а также в мелодраме с Кэрол Ломбард «Белая женщина» (1933). Год спустя Тейлор появился в семи картинах, в пяти из которых его имя было указано в титрах. Среди наиболее важных работ Тейлора были роли в фэнтези-мелодраме с Фредериком Марчем «Смерть берёт выходной» (1934) и в приключенческой комедии с Уиллом Роджерсом «Дэвид Хейрум» (1934).
В последующие два года Тейлор сыграл ещё в десяти фильмах, среди которых комедия с Роджерсом «Руководитель округа» (1935), где у него была вторая мужская роль, криминальная комедия «Скандал в колледже» (1935) и мелодрама с Айдой Лупино «Умная девушка» (1935), где у него была главная мужская роль. В 1936 году Тейлор сыграл вторые мужские роли в романтической мелодраме «Рамона» (1936) с Лореттой Янг, комедии «Флоридский особый» (1936) и криминальной мелодраме «Обвиняющий перст» (1936) с Полом Келли и Маршей Хант, а также главную мужскую роль в мелодраме с Клер Тревор «Мой брак» (1936).
До конца 1930-х годов Тейлор играл главные роли в серии скромных фильмов категории В, среди них комедия «Когда любовь молода» (1937) с Вирджинией Брюс, романтическая мелодрама «Леди наносит ответный удар» (1937), романтическая комедия «Любовь в бунгало» (1937), криминальная мелодрама «Тайна присяжных» (1938), детектив «Последний экспресс» (1938), детективная комедия «Иск за клевету» (1939) и криминальный экшн «Небесные пираты» (1939). У него была также роль второго плана в приключенческом триллере категории А «Пятеро вернувшихся назад» (1939) с Честером Моррисом и Люсиль Болл.
В 1940 году у Тейлора были значимые роль второго плана в таких заметных фильмах, как мелодрама «Я возьму эту женщину» (1940) со Спенсером Трейси и Хэди Ламарр, мюзикл с Ланой Тёрнер «Две девушки на Бродвее» (1940) и приключенческий фильм с Ричардом Диксом «Мужчины против неба» (1940). Он также сыграл главные роли в более скромных картинах — приключенческом экшне «Я всё ещё жив» (1940) и криминальном мелодраме «Девушка в 313» (1940). Год спустя Тейлор исполнил главную роль в мелодраме «Покайтесь на досуге» (1941) и роль второго плана в «Вашингтонской мелодраме» (1941) с Фрэнком Морганом и Энн Рутерфорд.
Тейлор продолжал играть главные роли в фильмах категории В, среди которых вестерн «Тумстон: город, слишком суровый, чтобы погибнуть» (1942) с Ричардом Диксом в роли Уайетта Эрпа, где Тейлор сыграл Дока Холлидея, криминальный экшн «Выдающийся успех» (1942), детектив «На полпути в Шанхай» (1942) и криминальная мелодрама «Игрок из Миссисипи» (1942). На протяжении последующих трёх лет Тейлор сыграл главные и вторые главные роли в четырёх фильмах категории В, среди них военная драма с Джорджем Монтгомери «Ночные бомбардировщики» (1943), криминальные мелодрамы «Роджер Туи, гангстер» (1944) и «Аляска» (1944), а также вестерн «Далтоны снова в седле» (1945)".
Во время Второй мировой войны Тейлор участвовал в организации культурной программы для американских военнослужащих в Северной Африке, за что получил почётную грамоту Министерства обороны США.
В 1946 году на счету Тейлора было пять фильмов, в том числе роль второго плана в мелодраме с Джейн Расселл «Молодая вдова» (1946), а также главные роли в криминальных мелодрамах «Крайний срок для убийства» (1946) и «Опасные миллионы» (1946). В фильме нуар «Как по маслу» (1946) Тейлор сыграл успешного адвоката, который с целью подставить бросившую его невесту убивает её будущего мужа. По мнению историка кино Хэла Эриксона, «хотя фильм идёт всего 65 минут, он производит более сильное впечатление, чем некоторые более амбициозные мелодрамы студии Universal Pictures категории А того же времени»<.
В последующие годы Тейлор продолжал играть главные роли в криминальных мелодрамах категории В, таких как «Багровый ключ» (1947), «Второй шанс» (1947), «Через полчаса после полуночи» (1948) и «Суд без присяжных» (1950), в военной драме «Серп и крест» (1949) и вестерне «Агент Вестерн Пасифик» (1950). В криминальном экшне «Федеральный агент в действии» (1950) Тейлор сыграл заглавную роль агента, который преследует в Мексике банду контрабандистов золотом<. В 1951 году Тейлор сыграл роль второго плана в мелодраме категории А «Платёж по требованию» (1951) с Бетт Дейвис в главной роли, после чего на два года ушёл из кино, чтобы играть главную роль в телесериале «Бостонский Блэки» (1951—1953) <.
В 1954 году Тейлор сыграл единственную роль второго плана в фильме нуар «Прожигательница жизни» (1954) с Шелли Уинтерс в главной роли, а в 1955 году появился в главных ролях в малобюджетных криминальных мелодрамах «Выследить человека» (1955) и «Тайный проект» (1955), а также в своём первом фантастическом фильме ужасов «Фантом с глубины 10 000 лиг» (1955), где был учёным-биологом, который выслеживает морское чудовище, порождённое экспериментами другого учёного<.
В фильме нуар «Оттенок алого» (1956) у Тейлора была одна из ключевых ролей прогрессивного бизнесмена, который становится мэром города, вступая в борьбу с мафией и коррумпированной городской администрацией. Он также сыграл заглавного героя в малобюджетном вестерне «Приграничный игрок» (1956), построенном по мотивам классического нуара «Лора» (1944) . За этой картиной последовали и другие вестерны — «Город-призрак» (1956), «Железный шериф» (1957) со Стерлингом Хейденом, «Форт Боуи» (1958), «С высоко поднятой головой» (1960), «Пурпурные горы» (1961), «Разбитая земля» (1962) и «Смутьян» (1962).
В конце карьеры Тейлор сыграл в целой серии фильмов категории Z, среди них «Крадущаяся рука» (1963), «Кровь жуткого ужаса» (1967), «Невесты с Кровавого острова» (1968), «Садисты Сатаны» (1969), «Могучий Горга» (1969), «Кровавые дьяволы ада» (1970), «Кровавый мозг» (1971) и «Я плюю на твой труп» (1974), которые «достигли культовой славы как одни из самых печально известных примеров низкокачественных голливудских поделок».

## Карьера на телевидении
С 1950 года Тейлор стал играть на телевидении, появившись до 1975 года в общей сложности в 33 различных сериалах.
В 1951 году благодаря лощёной и привлекательной, но при этом неоднозначной внешности Тейлор получил заглавную роль учтивого бывшего профессионального вора, ставшего частным детективом, в криминальном сериале «Бостонский Блэки» (1951—1953, 58 эпизодов), который был поставлен по серии фильмов 1940-х годов с участием Честера Морриса. Сериал был достаточно успешен и неоднократно повторялся на телевидении вплоть до 1960-х годов, а роль Бостонского Блэки стала самой известной ролью Тейлора.
В вестерн-телесериале «Лихие всадники» (1958—1959, 39 эпизодов) Тейлор играл главную роль ветерана армии северян капитана Флэгга, который странствует по американскому Западу в компании своего бывшего сержанта и молодого солдата южан вскоре после окончания Гражданской войны. Сам сериал, по словам историка жанра вестерн Дугласа Броуда, оставил, «мягко говоря, странное впечатление. В сериале не было вступительной истории, объясняющей, как персонажи познакомились или почему они идут вместе. Большинство серий были сильны скорее своей атмосферой, чем историей, трио похоже застряло в болоте, из которого как будто невозможно сбежать».
Кроме того, Тейлор был гостевой звездой таких популярных телесериалов, как «Театр Деймона Раниона» (1955), «Паника!» (1957), «Беспокойное оружие» (1958), «Истории Уэллс Фарго» (1958), «Зорро» (1958, 4 эпизода), «Натянутый канат» (1959), «Бронко» (1959—1961, 2 эпизода), «Ларами» (1960), «Речная лодка» (1960), «Бэт Мастерсон» (1960), «Шугарфут» (1960), «Питер Ганн» (1960), «Стрелок» (1960), «Сансет-Стрип, 77» (1961), «Гавайский детектив» (1961), «Ранго» (1967) и «Барнаби Джонс» (1975), которая стала его последней актёрской работой.

## Актёрское амплуа и оценка творчества
Как написал историк кино Гэри Брамбург, Кент Тейлор был «темноволосым высоким актёром с крепким телосложением и красивой суровой внешностью, его отличительной чертой были изящные, тонкие, прямые усы». Он начинал с эпизодических ролей и ролей второго плана, но к середине 1930-х и в 1940-е годы достиг определённой популярности как исполнитель главных ролей в фильмах категории В. Как полагает Брамбург, Тейлор «обладал звёздным потенциалом и надёжностью Кларка Гейбла и Эррола Флинна, но ему не хватало их лидерских качеств и харизмы», чтобы подняться до уровня звёзд первой величины.
Он работал как фрилансер в крупных и малых фильмах на студиях RKO, Paramount, Columbia и Universal, часто играя детективов или солдат удачи. Главным образом он играл в городских детективах и криминальных мелодрамах 1930—1940-х годов. В общей сложности за время своей длительной карьеры Тейлор сыграл более чем в 110 фильмах, в том числе, в качестве второго главного героя во многих фильмах категории А.

## Личная жизнь и общественная деятельность
В 1930 году Тейлор женился на Огасте Франсес Кьюлек (англ. Augusta Frances Kulek), с которой прожил до своей смерти в 1987 году. У пары было трое детей.
Жена рассказывала о Тейлоре, что «он был очень щедрым человеком, слишком щедрым. Он не мог сказать „нет“ людям, которые просили у него денег, и было много безработных актёров, которые знали об этом. Доходило до того, что я не выпускала его из дома с деньгами, иначе он вернулся бы без них».
По информации «Лос-Анджелес таймс», Тейлор «щедро делился не только деньгами, но и своим временем». Вылечившийся алкоголик, в 1954 году он создал в Северном Голливуде начальную группу организации «Анонимные алкоголики». Его также высоко ценили за вклад в волонтёрскую работу Объединённого еврейского благотворительного фонда (англ. United Jewish Welfare Fund).

## Смерть
В последние годы жизни Тейлор страдал от болезни сердца. По словам жены, он перенёс несколько операций на сердце, и за ним ухаживала медсестра, которая постоянно находилась в их голливудском доме вплоть до того момента, как за две недели до смерти его направили в больницу в Вудленд-Хиллз.
Кент Тейлор умер 11 апреля 1987 года в больнице дома кинематографистов в Вудленд-Хиллз, Калифорния, от болезни сердца, ему было 79 лет.

## Фильмография
| Год        |    | Русское название                                 | Оригинальное название                | Роль                                                                  |
| ---------- | -- | ------------------------------------------------ | ------------------------------------ | --------------------------------------------------------------------- |
| 1931       | ф  | Рождённый любить                                 | Born to Love                         | танцор в зале (в титрах не указан)                                    |
| 1931       | ф  | Бабник                                           | Ladies' Man                          | танцор (в титрах не указан)                                           |
| 1931       | ф  | Удар                                             | Kick In                              | кассир (в титрах не указан)                                           |
| 1931       | ф  | Великолепная ложь                                | The Magnificent Lie                  | клиент в кафе (в титрах не указан)                                    |
| 1931       | ф  | Путь в Рино                                      | The Road to Reno                     | один из поклонников Джекки (в титрах не указан)                       |
| 1931       | ф  | Фальшивая мадонна                                | The False Madonna                    | лакей (в титрах не указан)                                            |
| 1932       | ф  | Забытые заповеди                                 | Forgotten Commandments               | Грегор                                                                |
| 1932       | ф  | Весело мы катимся в ад                           | Merrily We Go to Hell                | Григорий «Грег» Болеславский                                          |
| 1932       | ф  | Два типа женщин                                  | Two Kinds of Women                   | Милт Флейссер (в титрах не указан)                                    |
| 1932       | ф  | Танцующие во тьме                                | Dancers in the Dark                  | саксофонист (в титрах не указан)                                      |
| 1932       | ф  | Один час с тобой                                 | One Hour with You                    | гость на вечеринке, которого приветствует Колетт (в титрах не указан) |
| 1932       | ф  | Грешники под солнцем                             | Sinners in the Sun                   | танцующий жиголо (в титрах не указан)                                 |
| 1932       | ф  | Вчерашний человек                                | The Man from Yesterday               | военный полицейский (в титрах не указан)                              |
| 1932       | ф  | Сделай меня звездой                              | Make Me a Star                       | билетёр в театре (в титрах не указан)                                 |
| 1932       | ф  | Дьявол и глубина                                 | Devil and the Deep                   | друг на вечеринке (в титрах не указан)                                |
| 1932       | ф  | Белокурая Венера                                 | Blonde Venus                         | путешественник (в титрах не указан)                                   |
| 1932       | ф  | Ночь на 13 июня                                  | The Night of June 13                 | репортёр (в титрах не указан)                                         |
| 1932       | ф  | Если бы у меня был миллион                       | If I Had a Million                   | банковский кассир (в титрах не указан)                                |
| 1932       | ф  | Крестное знамение                                | The Sign of the Cross                | романтичный зритель (в титрах не указан)                              |
| 1932       | ф  | Человек под прикрытием                           | Under-Cover Man                      | Расс (в титрах не указан)                                             |
| 1933       | ф  | Таинственный всадник                             | The Mysterious Rider                 | Уэйд Бентон                                                           |
| 1933       | ф  | Профессия леди                                   | A Lady's Profession                  | Дик Гарфилд                                                           |
| 1933       | ф  | Проход на закате                                 | Sunset Pass                          | Клинк Пиплз                                                           |
| 1933       | ф  | Я не ангел                                       | I'm No Angel                         | Кирк Лоуренс                                                          |
| 1933       | ф  | Белая женщина                                    | White Woman                          | Дэвид фон Элст                                                        |
| 1933       | ф  | Колыбельная                                      | Cradle Song                          | Антонио                                                               |
| 1933       | ф  | Эта ночь наша                                    | Tonight Is Ours                      | (в титрах не указан)                                                  |
| 1933       | ф  | История Темпл Дрейк                              | The Story of Temple Drake            | первый красавчик (в титрах не указан)                                 |
| 1934       | ф  | Дэвид Хейрум                                     | David Harum                          | Джон Леннокс                                                          |
| 1934       | ф  | Смерть берёт выходной                            | Death Takes a Holiday                | Коррадо                                                               |
| 1934       | ф  | Двойная дверь                                    | Double Door                          | Рип Ван Бретт                                                         |
| 1934       | ф  | Миссис Уиггс                                     | Mrs. Wiggs of the Cabbage Patch      | Боб Реддинг                                                           |
| 1934       | ф  | Лаймхаус-блюз                                    | Limehouse Blues                      | Эрик Бентон                                                           |
| 1934       | ф  | Кровавая императрица                             | The Scarlet Empress                  | Пол (в титрах не указан)                                              |
| 1934       | ф  | Всего наилучшего                                 | Many Happy Returns                   | актёр (в титрах не указан)                                            |
| 1935       | ф  | Руководитель округа                              | The County Chairman                  | Бен Харви                                                             |
| 1935       | ф  | Скандал в колледже                               | College Scandal                      | Сет Данлэп                                                            |
| 1935       | ф  | Умная девушка                                    | Smart Girl                           | Ник Грэм                                                              |
| 1935       | ф  | Без сожаления                                    | Without Regret                       | Стивен Парадин                                                        |
| 1935       | ф  | Мужественный                                     | Two Fisted                           | Клинт Блэкбёрн                                                        |
| 1936       | ф  | Мой брак                                         | My Marriage                          | Джон Девитт Тайлер III                                                |
| 1936       | ф  | Небесный парад                                   | Sky Parade                           | Томми Уэйд                                                            |
| 1936       | ф  | Флоридский особый                                | Florida Special                      | Уолли Такер                                                           |
| 1936       | ф  | Рамона                                           | Ramona                               | Фелипе Морено                                                         |
| 1936       | ф  | Обвиняющий перст                                 | The Accusing Finger                  | Джерри Уелч                                                           |
| 1937       | ф  | Когда любовь молода                              | When Love Is Young                   | Энди Расселл                                                          |
| 1937       | ф  | Крылья над Гонолулу                              | Wings Over Honolulu                  | Грег Чендлер                                                          |
| 1937       | ф  | Любовь в бунгало                                 | Love in a Bungalow                   | Джефф Ланган                                                          |
| 1937       | ф  | Леди даёт сдачи                                  | The Lady Fights Back                 | Оуэн Меррилл                                                          |
| 1937       | ф  | Девушка с идеями                                 | A Girl with Ideas                    | Фрэнк Барнс                                                           |
| 1937       | ф  | Рецепт для романа                                | Prescription for Romance             | Стив Мейси                                                            |
| 1938       | ф  | Тайна присяжных                                  | The Jury's Secret                    | Уолтер Расселл                                                        |
| 1938       | ф  | Последний экспресс                               | The Last Express                     | Дункан Маклейн, частный детектив                                      |
| 1939       | ф  | Небесные пираты                                  | Pirates of the Skies                 | Ник Конлон                                                            |
| 1939       | ф  | Четыре девушки в белом                           | Four Girls in White                  | Роберт Мейтленд                                                       |
| 1939       | ф  | Дело об убийстве Грейси Аллен                    | The Gracie Allen Murder Case         | Билл Браун                                                            |
| 1939       | ф  | Пятеро вернувшихся назад                         | Five Came Back                       | Джо, пилот                                                            |
| 1939       | ф  | Три сына                                         | Three Sons                           | Джин Пардвей                                                          |
| 1939       | ф  | Иск за клевету                                   | Sued for Libel                       | Стив Лонеган                                                          |
| 1939       | ф  | Побег в рай                                      | Escape to Paradise                   | Ричард Флеминг                                                        |
| 1940       | ф  | Я возьму эту женщину                             | I Take This Woman                    | Фил Мейберри                                                          |
| 1940       | ф  | Две девушки на Бродвее                           | Two Girls on Broadway                |                                                                       |
| 1940       | ф  | Девушка в 313                                    | Girl in 313                          | Грегг Данн                                                            |
| 1940       | ф  | Девушка с проспекта А                            | Girl from Avenue A                   | Макмиллан Форрестер                                                   |
| 1940       | ф  | Мужчины против неба                              | Men Against the Sky                  | Мартин Эймс                                                           |
| 1940       | ф  | Я всё ещё жив                                    | I'm Still Alive                      | Стив Беннетт                                                          |
| 1941       | ф  | Покайтесь на досуге                              | Repent at Leisure                    | Ричард Хьюз                                                           |
| 1941       | ф  | Вашингтонская мелодрама                          | Washington Melodrama                 | Хэл Торн                                                              |
| 1942       | ф  | Лил из Фриско                                    | Frisco Lil                           | Питер Брюстер                                                         |
| 1942       | ф  | Выдающийся успех                                 | Gang Busters                         | детектив лейтенант Билл Баннистер                                     |
| 1942       | ф  | Игрок из Миссисипи                               | Mississippi Gambler                  | Джо Джей «Джонни» Форбс                                               |
| 1942       | ф  | Тумстон: Город, слишком сыровый, чтобы погибнуть | Tombstone: The Town Too Tough to Die | Док Холидей                                                           |
| 1942       | ф  | На полпути в Шанхай                              | Halfway to Shanghai                  | Фредерик Бартон                                                       |
| 1942       | ф  | Армейский хирург                                 | Army Surgeon                         | лейтенант Филип «Фил» Харви                                           |
| 1943       | ф  | Ночные бомбардировщики                           | Bomber's Moon                        | капитан Пол фон Блок                                                  |
| 1944       | ф  | Роджер Туи, гангстер                             | Roger Touhy, Gangster                | капитан полиции Стивен Уоррен                                         |
| 1944       | ф  | Аляска                                           | Alaska                               | Гэри Корбетт                                                          |
| 1945       | ф  | Далтоны снова в седле                            | The Daltons Ride Again               | Боб Далтон                                                            |
| 1946       | ф  | Как по маслу                                     | Smooth as Silk                       | Марк Фентон                                                           |
| 1946       | ф  | Молодая вдова                                    | Young Widow                          |                                                                       |
| 1946       | ф  | Танжер                                           | Tangier                              | Рамон                                                                 |
| 1946       | ф  | Крайний срок для убийства                        | Deadline for Murder                  | Стив Миллард                                                          |
| 1947       | ф  | Багровый ключ                                    | The Crimson Key                      | Лоренс «Ларри» Морган                                                 |
| 1947       | ф  | Второй шанс                                      | Second Chance                        | Кендал Волф                                                           |
| 1948       | ф  | Полчаса после полуночи                           | Half Past Midnight                   | Уэйд Хэмилтон                                                         |
| 1949       | ф  | Серп или крест                                   | The Sickle or the Cross              | отец Джон Бернсайд                                                    |
| 1950       | ф  | Федеральный агент в действии                     | Federal Agent at Large               | Марк Рид, он же Ник Рейвел                                            |
| 1950       | ф  | Агент «Вестерн Пасифик»                          | Western Pacific Agent                | Род Кендалл                                                           |
| 1950       | ф  | Суд без присяжных                                | Trial Without Jury                   | Дед Килгор                                                            |
| 1951       | с  | Театр «Бигелоу»                                  | The Bigelow Theatre                  | (1 эпизод)                                                            |
| 1951— 1953 | с  | Бостонский Блэки                                 | Boston Blackie                       | Бостонский Блэки (58 эпизодов)                                        |
| 1954       | ф  | Прожигательница жизни                            | Playgirl                             | Тед Эндрюс                                                            |
| 1955       | ф  | Выследить человека                               | Track the Man Down                   | Джон Форд                                                             |
| 1955       | ф  | Секретный проект                                 | Secret Venture                       | Тед О'Хара                                                            |
| 1955       | ф  | Фантом с глубины 10 000 лиг                      | The Phantom from 10,000 Leagues      | доктор Тед Стивенс / Тед Бакстер                                      |
| 1955       | с  | Моя маленькая Марджи                             | My Little Margie                     | Филлип Хаббард (1 эпизод)                                             |
| 1956       | ф  | Оттенок алого                                    | Slightly Scarlet                     | Фрэнк Дженсен, кандидат в мэры / мэр Бей-Сити                         |
| 1956       | ф  | Город-призрак                                    | Ghost Town                           | Энс Конрой                                                            |
| 1956       | ф  | Приграничный игрок                               | Frontier Gambler                     | Роджер «Дюк» Чедвик                                                   |
| 1956       | с  | Телевизионный театр «Форда»                      | The Ford Television Theatre          | Фрэнк Карсон (1 эпизод)                                               |
| 1956       | с  | Перекрёстки                                      | Crossroads                           | Тед Даймонд (1 эпизод)                                                |
| 1956       | с  | Театр Деймона Раниона                            | Damon Runyon Theater                 | Счастливчик Даймонд (1 эпизод)                                        |
| 1957       | ф  | Железный шериф                                   | The Iron Sheriff                     | Фил Куинси                                                            |
| 1957       | с  | В суде                                           | On Trial                             | Филип Брейди (1 эпизод)                                               |
| 1957       | с  | Паника!                                          | Panic!                               | Барни Даттон (1 эпизод)                                               |
| 1957       | с  | Кольт 45 калибра                                 | Colt .45                             | Уоллес Грант (1 эпизод)                                               |
| 1958       | ф  | Форт Боуи                                        | Fort Bowie                           | полковник Джеймс Гарретт                                              |
| 1958       | ф  | Гангстерская война                               | Gang War                             | Брайс Баркер, адвокат Мэдоуза                                         |
| 1958       | с  | Истории Уэллс-Фарго                              | Tales of Wells Fargo                 | Куирт Джонсон (1 эпизод)                                              |
| 1958       | с  | Беспокойное оружие                               | The Restless Gun                     | Элстон Дейблери (1 эпизод)                                            |
| 1958       | с  | Зорро                                            | Zorro                                | Карлос Муриета (4 эпизода)                                            |
| 1958       | с  | Мишень                                           | Target                               | (1 эпизод)                                                            |
| 1958—1959  | с  | Лихие всадники                                   | The Rough Riders                     | капитан Джим Флэгг (39 эпизодов)                                      |
| 1959       | с  | Шоу Энн Сотерн                                   | The Ann Sothern Show                 | Эд Морли (1 эпизод)                                                   |
| 1959       | с  | Натянутый канат                                  | Tightrope                            | Гарри Броктон (1 эпизод)                                              |
| 1959—1961  | с  | Бронко                                           | Bronco                               | разные роли (2 эпизода)                                               |
| 1960       | ф  | С высоко поднятой головой                        | Walk Tall                            | Фрэнк Картер                                                          |
| 1960       | с  | Шугарфут                                         | Sugarfoot                            | Хэнк Фаррагат (1 эпизод)                                              |
| 1960       | с  | Территория Томстоун                              | Tombstone Territory                  | Джон Уиттакер (1 эпизод)                                              |
| 1960       | с  | Питер Ганн                                       | Peter Gunn                           | Джордж Най (1 эпизод)                                                 |
| 1960       | с  | Бэт Мастерсон                                    | Bat Masterson                        | разные роли (2 эпизода)                                               |
| 1960       | с  | Речная лодка                                     | Riverboat                            | Моррелл (1 эпизод)                                                    |
| 1960       | с  | Ларами                                           | Laramie                              | Бен Карсон (1 эпизод)                                                 |
| 1960       | с  | Мистер Счастливчик                               | Mr. Lucky                            | Фрэнки Брэган (1 эпизод)                                              |
| 1960       | с  | Братья Браннаган                                 | The Brothers Brannagan               | Рэй Нортон (1 эпизод)                                                 |
| 1961       | с  | Стрелок                                          | The Rifleman                         | Форбс Макки (2 эпизода)                                               |
| 1961       | с  | Сансет-Стрип, 77                                 | 77 Sunset Strip                      | Генри Текстон (1 эпизод)                                              |
| 1961       | с  | Гавайский детектив                               | Hawaiian Eye                         | разные роли (2 эпизода)                                               |
| 1962       | ф  | Заброшенная земля                                | The Broken Land                      | маршал Джим Коган                                                     |
| 1962       | ф  | Смутьян                                          | The Firebrand                        | майор Тим Бэнкрофт                                                    |
| 1962       | ф  | День, когда Марс напал на Землю                  | The Day Mars Invaded Earth           | доктор Дэвид Филдинг                                                  |
| 1963       | ф  | Портовые огни                                    | Harbor Lights                        | Дэн Краун                                                             |
| 1963       | ф  | Крадущаяся рука                                  | The Crawling Hand                    | доктор Макс Вайтцберг                                                 |
| 1964       | ф  | Законы беззаконных                               | Law of the Lawless                   | адвокат Рэнд Макдональд                                               |
| 1965       | с  | Путешествие на дно океана                        | Voyage to the Bottom of the Sea      | Джонсон (1 эпизод)                                                    |
| 1967       | ф  | Кровь страшного ужаса                            | Blood of Ghastly Horror              | доктор Элтон Кори                                                     |
| 1967       | с  | Рэнго                                            | Rango                                | Бэнкрофт (1 эпизод)                                                   |
| 1968       | ф  | Невесты с Кровавого острова                      | Brides of Blood                      | доктор Пол Хендерсон                                                  |
| 1969       | ф  | Могучий Горга                                    | The Mighty Gorga                     | Тонга Джек Адамс                                                      |
| 1969       | ф  | Садисты Сатаны                                   | Satan's Sadists                      | Лью                                                                   |
| 1970       | ф  | Кровавые ангелы ада                              | Hell's Bloody Devils                 | граф Отто фон Дальберг                                                |
| 1970       | с  | Земля гигантов                                   | Land of the Giants                   | Док Джелко (1 эпизод)                                                 |
| 1971       | ф  | Кровавый мозг                                    | Brain of Blood                       | доктор Трентон                                                        |
| 1972       | ф  | Ангельские личики                                | Angels' Wild Women                   | Паркер                                                                |
| 1974       | тф | Призрак Голливуда                                | The Phantom of Hollywood             | Уикс                                                                  |
| 1974       | ф  | Я плюю на твой труп!                             | Girls for Rent                       | Морено                                                                |
| 1975       | с  | Барнаби Джонс                                    | Barnaby Jones                        | Гатри Рейнхарт (1 эпизод)                                             |